# Скальковский, Аполлон Александрович
Аполло́н Алекса́ндрович Скалько́вский (1 [13] января 1808, Житомир — 28 декабря 1898 [9 января 1899], Одесса) — российский и украинский историк, статистик, экономист, этнограф и публицист. Член-корреспондент Российской академии наук. Отец журналиста, театрального и балетного критика Константина Скальковского.

## Жизнь и творчество
Происходил из казаков Черниговщины. Родился 1 (13) января 1808 года в Житомире — сын помещика Киевской губернии.
Сначала учился медицине в Виленском университете, а затем — на отделении нравственных и политических наук Московского университета, который окончил со степенью кандидата в 1827 или 1828 году. С 1828 года, более 50 лет возглавлял Статистический комитет в Одессе. С 1856 года член-корреспондент российской Академии наук по историко-филологическому отделению.
Скальковский стал первым историком, систематически изучившим историю Новороссийского края, за что получил от современников прозвище «Геродот Новороссийского края».
Многочисленные исторические работы Скальковского до сих пор сохраняют значение источников по истории Новороссии и Запорожской Сечи, так как в них использованы многие ценные документы, не сохранившиеся до наших дней.
Позиция учёного в оценке движения гайдамаков вызвала отповедь Т. Г. Шевченко в стихотворении «Холодный Яр».
Сотрудничал в «Журнале Министерства народного просвещения», где издал в том числе устные рассказы Н. Л. Коржа.
Был одним из основателей Одесского общества истории и древностей.
Кроме исторических сочинений, Скальковский пробовал себя на литературной ниве. Автор исторических повестей «Кагальничанка», «Хрустальная балка», «Братья Искупители», «Мамай».
Адам Мицкевич посвятил ему стихотворение «Do imionnika Apollona Skalkowskiego».
26 апреля 2016 года одесский переулок Второй Стахановский стал переулком Аполлона Скальковского.

## Семья
Был женат. Дети:
- Александр, выпускник юридического факультета Новороссийского университета; судья, затем управляющий канцелярией графа М. Т. Лорис-Меликова, член Верховной распорядительной комиссии, вице-директор хозяйственного департамента Министерства внутренних дел[6];
- Константин (1843—1906) — горный инженер, историк горного дела, административный деятель, экономист, писатель-публицист, знаток балета;
- Ольга (1850—1941), выпускница Петербургской консерватории, сопрано Мариинского театра; замужем за лейб-медиком Львом Бернардовичем Бертенсоном (1850—1929)[6].